# Хэ Лун
Хэ Лун (кит. 贺龙, 22 марта 1896 — 8 июня 1969) — китайский военный деятель, маршал НОАК.

## Биография
Родился в провинции Хунань в семье, принадлежавшей к этнической группе туцзя. В период Китайской революции 1925—1927 годов командовал 15-й отдельной дивизией, затем 20-м корпусом Народно-революционной армии, прославился в Хэнаньской операции НРА против фэнтянских войск в мае 1927 года.
В августе 1927 года во время раскола между Гоминьданом и КПК один из руководителей Наньчанского восстания, во время которого вступил в КПК. В декабре 1927 года по указанию ЦК КПК был направлен в западный район провинций Хунань и Хубэй в составе группы военных работников КПК для создания отрядов Красной Армии Китая. Командующий 3-м корпусом Красной Армии Китая в провинции Хубэй, затем командующий 2-м фронтом Красной Армии.
В 1935—1936 годы под натиском гоминьдановских частей, войска Хэ Луна совершили марш из Советского района Хунань — Гуйчжоу — Сычуань в Яньань (из 20 тысяч бойцов к концу Великого похода у Хэ Луна осталось 4 тысячи человек). После начала японо-китайской войны 1937—1945 годов, в августе 1937 года был назначен командиром 120-й пехотной дивизии 8-й армии.
После окончания Второй мировой войны командовал войсками в гражданской войне 1947—1949 годов. После победы коммунистов занимал пост заместителя председателя правительства, возглавлял китайский спортивный комитет. В 1955 году ему было присвоено звание маршала. С 1956 года — член Политбюро КПК.
В 1966 году за «антипартийную деятельность» снят со всех постов и исключён из партии. Умер в 1969 году в заключении, таким образом пополнив список жертв Культурной революции.